# Iceland, Kalifornien
Iceland var tidigare en bosättning i Nevada County, Kalifornien, belägen mellan Boca och delstatsgränsen till Nevada. Området ligger vid Truckeefloden, 14 kilometer från Truckee.
Här fanns ett postkontor åren 1897-1923, och en järnvägsstation vid Southern Pacific Railroad.
Iceland fick sitt namn av att is höggs och lagrades här.

### Fotnoter
1. ↑  ”NEVADA COUNTY, CALIFORNIA”. calsign.com. Arkiverad från originalet den 6 januari 2009. https://web.archive.org/web/20090106010103/http://www.calsign.com/mining/countydata/nevada1.htm. Läst 1 juni 2013.
2. 1 2   Water-supply Paper. G.P.O. 1919. sid. 219–220. http://books.google.com/books?id=7bUPAAAAIAAJ&pg=RA3-PA219&dq=iceland+%22nevada+county%22&client=firefox-a#PRA3-PA219,M1
3. ↑  Tharp, Don. ”Nevada County, California Post Offices and Communities Past and Present”. genealogytrails.com. Arkiverad från originalet den 24 januari 2013. https://archive.is/20130124070947/http://genealogytrails.com/cal/nv/postoffice.html. Läst 1 juni 2009.
4. ↑  Durham, David L. (1998). California's Geographic Names: A Gazetteer of Historic and Modern Names of the State. Quill Driver Books. sid. 501. ISBN 1-884995-14-4. http://books.google.com/books?id=Yfa0hmE7yocC&pg=PA501&dq=%22iceland%22+nevada+durham&lr=&client=firefox-a